# سلطة تشريعية
السلطة التشريعية هي هيئة تداولية لها سلطة تبني القوانين. وتعرف الهيئات التشريعية بتسميات عدة منها: البرلمان، الكونغرس والجمعية الوطنية. تعدّ الهيئة التشريعية في الحكومات ذات النظام البرلماني هي السلطة الرسمية العليا وهي التي تعين المسؤولين في السلطة التنفيذية. أما في الأنظمة الرئاسية فإن الهيئة التشريعية تتكون من أعضاء منتخبين من قبل الشعب ومستقلين عن السلطة التنفيذية مهمتها مناقشة القوانين وإصدارها مع إمكانية اقتراح تلك القوانين من قبل السلطة التنفيذية. إضافة إلى سن القوانين فإن للهيئات التشريعية سلطات حصرية في زيادة الضرائب والمصادقة على ميزانية الدولة والوثائق المالية الأخرى، كما أن مصادقة الهيئات التشريعية مطلوبة لإبرام الاتفاقيات وإعلان الحرب. وتختلف هذه الاختصاصات الحصرية من دستور إلى آخر.

## نظرة عامة

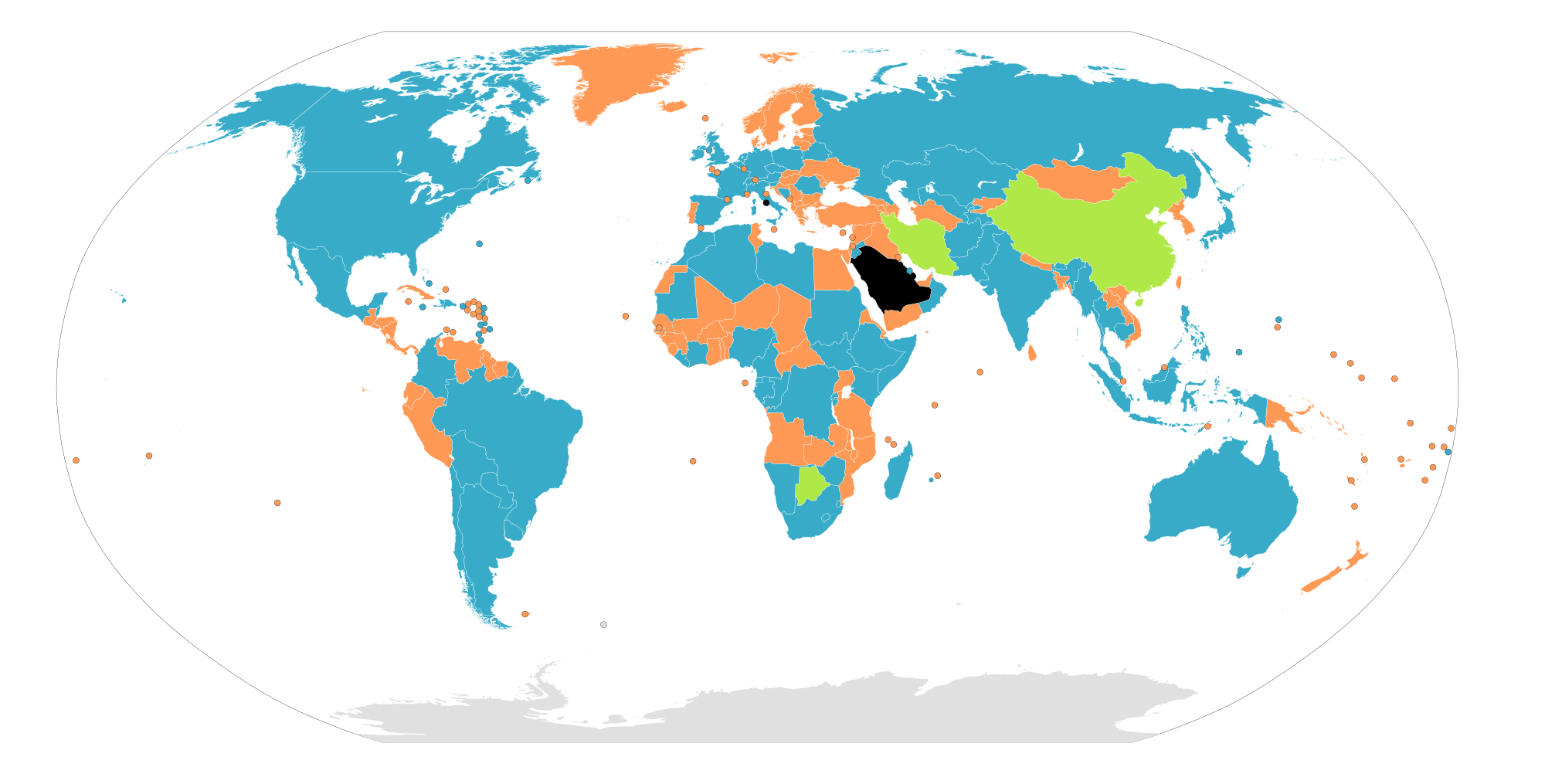
البلدان التي لديها برلمان مؤلف من مجلسين (الأزرق) من ضمها الصحراء المغربية فقط الصورة تحتوي على خطأ مطبعي ، والبلدان التي لديها غرفة تشريعية واحدة (السلمون).

المكون الأساسي للهيئة التشريعية هي اللجان أو المجالس: وهي الهيئات التي تناقش وتصوت على مسودات القوانين. معظم الهيئات التشريعية إما ذات مجلس واحد أو مجلسين تشريعيين. وتعدّ الهيئة التشريعية ذات المجلس الواحد أبسط أشكال هيئات سنّ القوانين. والهيئة التشريعية ذات المجلسين المنفصلين تتكون من مجلسين عادة ما يسمى أحدهما بالمجلس الأعلى والآخر بالأدنى، وقد تختلف طبيعة الواجبات والصلاحيات وأساليب اختيار الأعضاء في كل من المجلسين.
في معظم أنظمة الحكم النيابية يعدّ المجلس الأدنى هو الأقوى فيما تقتصر مهمة المجلس الأعلى على المشورة وتقديم النصح. أما في الأنظمة الرئاسية فغالباً ما تكون صلاحيات كلا المجلسين متشابهة أو متساوية. اما في أنظمة الحكم الفدرالية فيضم المجلس الأعلى عادة ممثلي الدويلات المكونة للاتحاد الفدرالي. ولهذا فقد يشتمل المجلس الأعلى على مندوبي حكومات الاتحاد كما هو عليه الحال في ألمانيا وكانت عليه الحال في الولايات المتحدة الأمريكية قبل القرن التاسع عشر، أو يتم انتخاب أعضائه وفق لصيغة تمثيل غير نسبي للدول الأصغر كما هي عليه الحال اليوم في أستراليا والولايات المتحدة. وإلى جانب هذين النوعين من الهيئات التشريعية نجد في التاريخ هيئات تشريعية ذات ثلاث مجالس كذلك.
العديد من الهيئات التشريعية في العالم تضم إلى جانب المجلس الواحد أو المجلسين رأس الدولة كذلك. ويعود السبب في ذلك في معظم أنظمة الحكم إلى أن مصادقة رئيس الدولة على القوانين بعد تبنيها من قبل مجلس أو مجلسي البرلمان أمر ضروري لكي تصبح القوانين نافذة. وينطبق هذا حتى على الحالات التي تكون فيها مصادقة رئيس الدولة- كما هي الحال في العديد من الأنظمة البرلمانية- مجرد شكليات ولا تمثل عائقاً أمام نفاذ تلك القوانين. ومن الشائع كذلك أن لا يعدّ رئيس الدولة جزأً رسمياً من الهيئة التشريعية حتى وإن امتلك حق النقض (الفيتو). البرلمان البريطاني رسمياً يتكون من الملكة ومجلسين، وعلى نفس المنوال يتكون البرلمان الآيرلندي رسمياً من رئيس الدولة ومجلسين تشريعيين. وعلى النقيض من ذلك يتألف كونغرس الولايات المتحدة من مجلسيه ولا يشتمل رسمياً على رئيس البلاد رغم حقيقة كونه يتمتع بحق النقض (الفيتو).
تتباين صلاحيات الهيئات التشريعية من بلد إلى لآخر. فالبرلمان التابع (Rubber stamp legislator): الهيئة التشريعية التي لا تتمتع بأي سلطة ولا يتعدى واجبها الموافقة بالإجماع أو ما يشبه الإجماع على مسودات القوانين الموضوعة أمامه من قبل مؤسسات أخرى. فعلى سبيل المثال فالهيئات التشريعية في العديد من الدول الشيوعية لم تكن سوى تابعة ومؤيدة للقرارات التي يصدرها الحزب الحاكم. ويستخدم هذا المصطلح (Rubber stamp legislator) عادة في وصف الهيئات التشريعية في الأنظمة البرلمانية. وهذا على الرغم من أن المسودة النهائية للقوانين التي تصدرها الحكومة يتم دائماً تقريباً المصادقة عليها في البرلمان، فإن هذه البرلمانات لا تسمى برلمانات تابعة وذلك لكون نواب البرلمان مشتركين في صياغة وتعديل مشاريع القوانين.

## قائمة بالأسماء التي تطلق على الهيئات التشريعية

### التسميات الوطنية
- البرلمان
- الكونغرس
- Diet الدايت
- الجمعية الوطنية
- Althing آلثينك في آيسلندا
- بوندستاغ- ألمانيا
- لاندتاغ - ليختنشتاين
- كورتيز جنراليز- إسبانيا
- إيدوسكونتا أو ريكسداغ- فنلندا
- الجمعية الفدرالية- روسيا
- فولكتينك- الدنمارك
- كنيست- إسرائيل
- اليوان التشريعي- الصين
- أويريجتاس- آيرلندا
- ريجيكوكو- أستونيا
- ريكسداغ- السويد
- راجيا سابها/ لوك سابها- الهند
- سابور-كرواتيا
- سايميا- لاتفيا
- سيماس-ليثوانيا
- سيم-بولندة
- سكوبشتينا- صربيا والجبل الأسود
- السلطة العامة أو ستاتن جينيرال- هولندا
- ستورتينك- النرويج
- تينوالد- جزر مان
- مجلس النواب - ليبيا
- مجلس الشورى - السعودية
- مجلس النواب - مصر، العراق
- مجلس الشيوخ - مصر
- مجلس الشورى الإسلامي - إيران
- مجلس الأمة - الكويت

### التسميات التاريخية
- فيرخوفنا رادا - أوكرانيا
- مجلس الشورى - السعودية
- الرايخستاغ- الإمبراطورية الألمانية، جمهورية فايمر، الرايخ الثالث.
- المجلس العمومي - الدولة العثمانية
- دايل- الجمهورية الآيرلندية (1919-1922)
- فولكسكامر- ألمانيا الشرقية (1949-1990)
- الجمعية العامة، البلاط العام - الولايات المتحدة
- لاندتاغ- النمسا.